# Daniela Escobar
Daniela Escobar Duncan (São Borja, Río Grande del Sur, 16 de agosto de 1969) es una actriz brasileña

## Biografía
A los diez años de edad se muda con su familia a Porto Alegre. A los dieciséis años empezó a estudiar Comunicación Social. A los diecinueve años, escogió Río de Janeiro como el lugar dónde realmente quería vivir y terminó cambiando la Publicidad por las clases de teatro, canto y baile. Además del trabajo artístico, ella se consagró en deportes especialmente en el judo, participando en campeonatos pequeños a finales de la década de los 80 y en los 90, Daniela también se destacó en el jiu-jitsu, pero ella apenas participó de campeonatos pequeños, ya que sus prioridades siempre fueron las telenovelas, las películas y el trabajo teatral, la lucha la siguió practicando como aficionada para obtener un excelente equilibrio físico y mental.

## Vida personal
Daniela se casó con Jayme Monjardim en 1995 y se separó en 2003. Juntos son padres de un hijo llamado André Matarazzo.

## Filmografía

### Televisión
| Año  | Título              | Personaje                     |
| ---- | ------------------- | ----------------------------- |
| 1991 | Vamp                | Atendente                     |
| 1992 | Você Decide         | Patricia                      |
| 1994 | A Madona de Cedro   | Laura                         |
| 1994 | Tropicaliente       | Berenice                      |
| 1995 | A Idade da Loba     | Gaby                          |
| 1996 | Anjo de Mim         | Teresa                        |
| 1999 | Chiquinha Gonzaga   | Amália                        |
| 2000 | Aquarela do Brasil  | Bella Landau                  |
| 2001 | El clon             | Maysa Ferraz                  |
| 2003 | Siete mujeres       | Perpétua                      |
| 2003 | Kubanacan           | Vanda                         |
| 2005 | América             | Irene Villa Nova              |
| 2004 | Um Só Coração       | Soledad                       |
| 2006 | A Diarista          | Sônia                         |
| 2008 | Dicas de um Sedutor | Olívia                        |
| 2011 | Cuchicheos          | Daguilene Oliveira / Pâmela   |
| 2011 | La vida sigue       | Suzana Ybarra Moraes          |
| 2013 | Flor del Caribe     | Natália Fonseca               |
| 2016 | A Garota da Moto    | Bernarda Sales de Albuquerque |
| 2017 | Apocalipsis         | Ángela Menezes Peixoto        |

### Cine
- 2016 - Another Forever - Alice
- 2005 - Jogo Subterrâneo - Tânia
- 2005 - Diário de um Novo Mundo - Dona Maria
- 2004 - O Dono do Mar - Camborina
- 2003 - Vida de Menina - Carolina